# Wybory parlamentarne na Nauru w 1977 roku
Piąte wybory do Parlamentu Nauru miały miejsce 12 listopada 1977 roku.
Były to wybory przedterminowe (ta kadencja parlamentu trwała niecały rok, a powinna trwać 3 lata), spowodowane m.in. długotrwałą kampanią Hammera DeRoburta przeciw rządzącym (w poprzednich wyborach stracił on urząd prezydenta kraju). Prezydent Bernard Dowiyogo rozwiązał parlament w październiku 1977 roku i zarządził nowe wybory parlamentarne na kolejny miesiąc.
O 18 miejsc w parlamencie ubiegało się 52 kandydatów, na których oddano 1599 głosów (w tym 42 nieważne). Ostatecznie niewielką większość miejsc w parlamencie obsadzili zwolennicy Bernarda Dowiyogo (9), dzięki którym zwyciężył też w wyborach na prezydenta, pokonując DeRoburta 9-8.

## Szczegółowe wyniki wyborów

### Aiwo
Głosy ważne – 179,

Głosy nieważne – 1.
| Miejsce | Kandydat                | Wartość głosów |
| ------- | ----------------------- | -------------- |
| 1       | René Reynaldo Harris    | 97,0071        |
| 2       | Kinza Godfrey Clodumar  | 88,2904        |
| 3       | Theodore Conrad Moses   | 71,4167        |
| 4       | Samuel Edwin Tsitsi     | 62,5261        |
| 5       | Deidienak Anako Daniel  | 54,3261        |
| 6       | Reginald Roderick Akiri | 48,3238        |
| 7       | August Detonga Deiye    | 42,2309        |

### Anabar
Głosy ważne – 144,

Głosy nieważne – 0.
| Miejsce | Kandydat            | Wartość głosów |
| ------- | ------------------- | -------------- |
| 1       | Obeira Menke        | 95,0833        |
| 2       | David Peter Gadaroa | 76,6667        |
| 3       | Maein Deireragea    | 68,3333        |
| 4       | Agoko James Doguape | 59,9167        |

### Anetan
Głosy ważne – 185,

Głosy nieważne – 1.
| Miejsce | Kandydat                          | Wartość głosów |
| ------- | --------------------------------- | -------------- |
| 1       | Roy Demanganuwe Degoregore        | 115,3333       |
| 2       | Adago Deinuwea Bucky Idarabwe Ika | 104,5000       |
| 3       | Lawrence Stephen                  | 92,3333        |
| 4       | Rimone Jack Tom                   | 73,2500        |

### Boe
Głosy ważne – 161,

Głosy nieważne – 1.
| Miejsce | Kandydat                        | Wartość głosów |
| ------- | ------------------------------- | -------------- |
| 1       | Hammer DeRoburt                 | 123,7500       |
| 2       | Nangindeit Temanimon Kenos Aroi | 86,2500        |
| 3       | Alexander Deraoadi Deiye        | 67,2500        |
| 4       | Bill Gouradage Star             | 58,1666        |

### Buada
Głosy ważne – 161,

Głosy nieważne – 6.
| Miejsce | Kandydat               | Wartość głosów |
| ------- | ---------------------- | -------------- |
| 1       | Ruben James Tullen Kun | 89,6333        |
| 2       | Totouwa Depaune        | 84,2500        |
| 3       | Deang Detabene         | 73,0833        |
| 4       | Alec Hindmarsh Stephen | 68,7000        |
| 5       | Rennie Angin Harris    | 51,9500        |

### Meneng
Głosy ważne – 236,

Głosy nieważne – 11.
| Miejsce | Kandydat                     | Wartość głosów |
| ------- | ---------------------------- | -------------- |
| 1       | James Ategan Bop             | 117,2333       |
| 2       | Bobby Ingitebo Ralph Eoe     | 108,3096       |
| 3       | Frank Sinatra Jannecke Canon | 105,2834       |
| 4       | Denumidaoao Christmas Bam    | 76,1047        |
| 5       | Paul Denabauwa Jeremiah      | 74,8500        |
| 6       | David Audi Areymago Dabwido  | 66,3023        |
| 7       | Dogaben Alec Jimrock Harris  | 63,8309        |

### Ubenide
Głosy ważne – 349,

Głosy nieważne – 20.
| Miejsce | Kandydat                         | Wartość głosów |
| ------- | -------------------------------- | -------------- |
| 1       | Bernard Annen Auwen Dowiyogo     | 172,6527       |
| 2       | Lagumot Gagiemem Nimidere Harris | 111,7637       |
| 3       | Robidok Bagewa Buraro Detudamo   | 107,6857       |
| 4       | Kennan Ranibok Adeang            | 107,0424       |
| 5       | Derog Gioura                     | 100,0922       |
| 6       | Idarababwin Victor Eoaeo         | 184,6302       |
| 7       | Andrew Tamakin                   | 72,7033        |
| 8       | Mark Dennis Kun                  | 56,7531        |
| 9       | Paul Lawrence Ribauw             | 56,0412        |
| 10      | Joseph Laben Hiram               | 47,2596        |
| 11      | James DeLuckner Aingimea         | 44,9044        |
| 12      | Johnny Aton Dongobir             | 43,4840        |
| 13      | Ateiwagaen Agege                 | 43,1220        |
| 14      | Royden Hiram                     | 42,4238        |
| 15      | Davey Hiram                      | 38,6493        |
| 16      | Demode Idagnaderan Aliklik       | 35,9316        |
| 17      | Sohrab Detsiyogo                 | 35,2571        |

### Yaren
Głosy ważne – 142,

Głosy nieważne – 2.
| Miejsce | Kandydat                             | Wartość głosów |
| ------- | ------------------------------------ | -------------- |
| 1       | Joseph Detsimea Audoa                | 88,4167        |
| 2       | Leo Depagadogi Keke                  | 77,2500        |
| 3       | Pres-Nimes Dabwadauw Ekwona          | 68,7500        |
| 4       | Alfred Derangdedage Bribirinang Dick | 61,4167        |